# Gotteskasten
Dieser Artikel wurde in der Qualitätssicherung Religion eingetragen. Hilf mit, die inhaltlichen Mängel dieses Artikels zu beseitigen, und beteilige dich an der Diskussion.

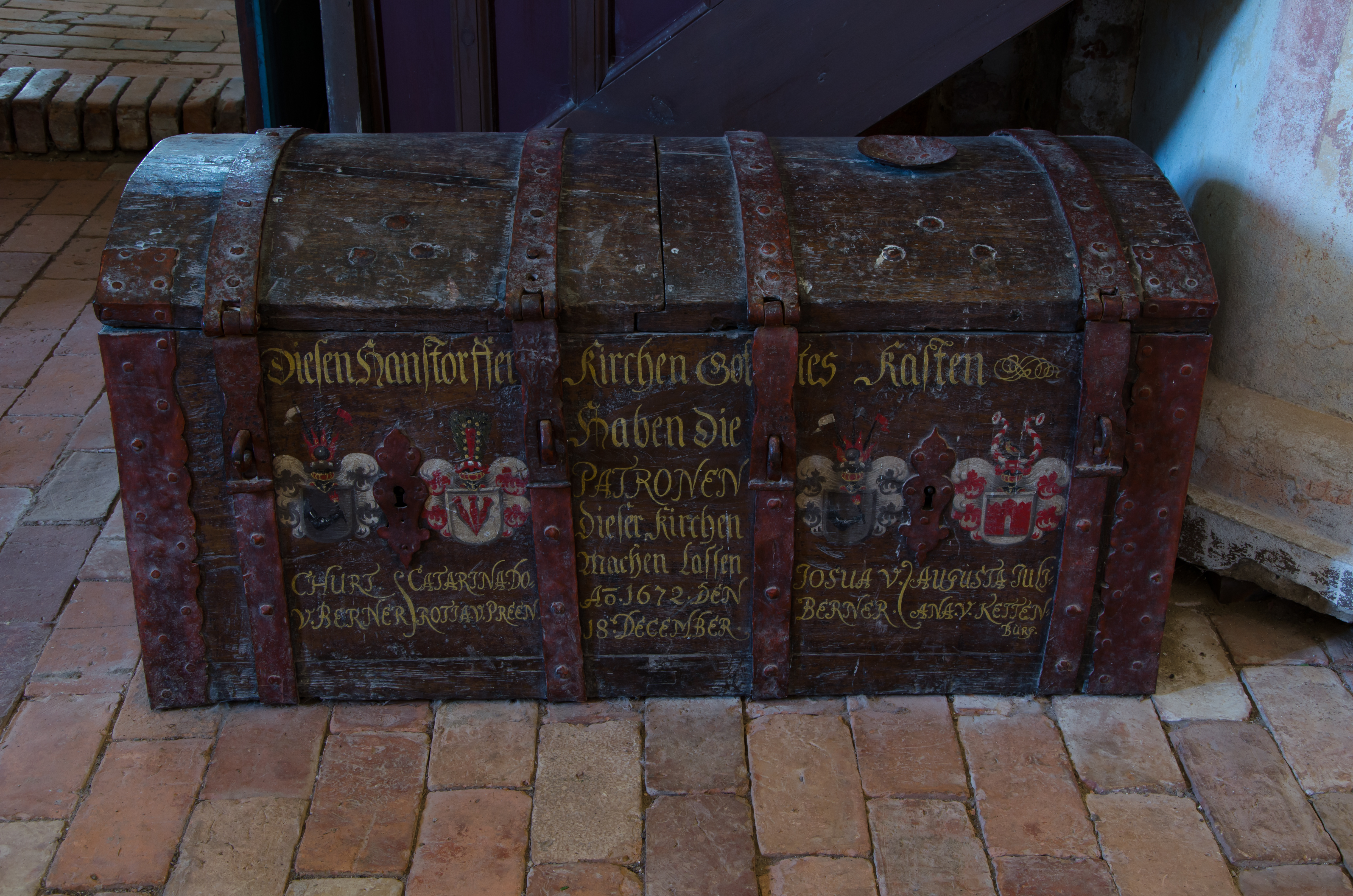
Gotteskasten in der Dorfkirche Hanstorf

Gotteskastenordnung von 1528 aus St. Nikolai in Hamburg. Hamburg, Staatsarchiv, Sign. 512–3 = X III 1 St. Nikolai

Der Gotteskasten, aus dem Oblationarium hervorgegangen, war im Mittelalter ein Aufbewahrungsort für das Vermögen einer Kirchengemeinde. Der Gotteskasten wurde auch zur Aufbewahrung wichtiger vermögensrechtlicher Urkunden von Privatpersonen verwendet. Der Urkunde wurde dann ein so genannter Denarius Dei beigelegt. Seit dem Ende des Mittelalters bezeichnete  Gotteskasten zunehmend nur noch im übertragenen Sinne das Vermögen einer Gemeinde.

## Bedeutungsentwicklung nach Martin Luther
Martin Luther hat in seiner Bibelübersetzung das Wort Gotteskasten als Übersetzung des Wortes altgriechisch γαζοφυλάκιον gazophylákion benutzt, welches die Bedeutung Schatzkammer hat.
Es kommt vor allem in der Geschichte von der armen Witwe vor, die nur zwei „Scherflein“ als Almosen geben kann (Mk 12,41–44 ). Dort ist es zunächst eine Ortsangabe innerhalb des Jerusalemer Tempels, danach aber auch die Bezeichnung für eine Einrichtung zum Einwurf von Geldspenden, die heute als Opferstock bezeichnet wird. So bekam Gotteskasten die zusätzliche Bedeutung Opferstock. An einer anderen Stelle (Mt 27,6 , seit 2017 „Tempelschatz“) bezeichnet Gotteskasten den Tempelschatz (hebr./griech. korban = Opfer).
Der Gotteskasten nach Luther wurde in Kirchen aufgestellt, um Geld für die Armen zu sammeln, statt Geld für die Vergebung von Sünden zu bezahlen. In Hamburg wurde diese Entwicklung des Gotteskastens durch Johannes Bugenhagen, Luthers Weggefährten, angetrieben, somit galt der Gotteskasten als Hamburgs erste „Sozialbehörde“.

## Erweiterte Bedeutung
Eine von der ursprünglichen Bedeutung abgeleitete Bezeichnung als Lutherischer Gotteskasten meinte eine Reihe von Vereinen, die sich der Unterstützung lutherischer Christen in der Diaspora widmeten. Schon 1900 wurde das Diasporawerk der SELK gegründet, das inzwischen den Namen „Selbständige Evangelisch-Lutherische Kirche –Gotteskasten– e. V.“ trägt.